# 探偵オペラ ミルキィホームズ 2 (漫画)
『探偵オペラ ミルキィホームズ 2』は、刻田門大による日本の漫画。『月刊コンプエース』（角川書店）において、2011年から連載されていた。

## 概要
ブシロードが展開するメディアミックス企画「Project MILKY HOLMES」の一環として、探偵を目指す4人の少女の成長を描いた漫画である。近未来の「偵都ヨコハマ」に設立された探偵養成学校「ホームズ探偵学院」を舞台に、不思議な力「トイズ」を駆使した物語が展開される。
刻田門大により、『月刊コンプエース』の2011年12月号から連載されている。また、単行本は「角川コミックス・エース」のレーベルに収録されている。奥付のクレジット表記としては、ブシロードとクロノギアクリエイティヴが「企画・原作」として記載されている。また、刻田については「漫画」とクレジット表記されている。なお、単行本の1巻にはブシロードが手がけるトレーディングカードゲーム「ヴァイスシュヴァルツ」のカードがおまけとして封入されているなど、同社の他事業とのコラボレーションも積極的に試みられている。

## あらすじ
21世紀の「偵都ヨコハマ」を舞台とする。トイズという不思議な力を持った者は、怪盗と探偵に分かれて互いに相争っていた。そんななか、探偵養成学校「ホームズ探偵学院」に入学した「シャーロック・シェリンフォード」「譲崎ネロ」「エルキュール・バートン」「コーデリア・グラウカ」の4名は、探偵チーム「ミルキィホームズ」を結成し、指導教官「小林オペラ」不在のなか、探偵を目指して努力していた。ところが、学院の生徒会長である「アンリエット・ミステール」が突如姿を消し、その結果、新たに「ジョセフィーヌ・ミステール」が生徒会長に就任することとなった。また、ミルキィホームズの前に新たな怪盗「カリオストロ」が立ちふさがり、ミルキィホームズの4名はなすすべなく敗れるのだった。そのころ、警察官「神津玲」の思惑により、転校生として「エラリー姫百合」が学院の「指揮コース」に送り込まれるのだった。
Project MILKY HOLMESはさまざまな作品を展開しているが、全作品の原作に当たるゲーム版と、そこから派生したアニメ版とでは、設定に若干の相違がある。本作では、ゲーム版のみに登場する「怪盗L」に言及するシーンや、同じくゲーム版のみに登場する神津が学院に姿を現すなど、おおむねゲーム版に則った設定となっている。作中では、コーデリアがシャーロック、ネロ、エルキュールを相手に真剣にトイズの闘いを挑んだり、宝物を盗もうとした怪盗「トゥエンティ」の変装を見破って撃退するなど、アニメ版に比べれば比較的シリアスなストーリーが展開される。
漫画を担当する刻田自身も「ゲームのほうのミルキィホームズ2のコミカライズ」だと明言しており、本作の設定は、ゲーム版の『探偵オペラ ミルキィホームズ 2』に準拠していることが明らかになっている。なお、ゲーム版『探偵オペラ ミルキィホームズ2』の新主人公である「エラリー姫百合」や、同じくゲーム版の新キャラクターである「ジョセフィーヌ・ミステール」「カリオストロ」も登場しており、ゲーム版の発売に先んじて登場することとなった。ただ、設定は共有するものの、ストーリーの具体的なエピソードなどはゲーム版と完全一致するわけではなく、オリジナル展開もふんだんに盛り込まれている。また、『月刊コンプエース』には、かつて水島空彦による漫画『探偵オペラ ミルキィホームズ』が連載されていたが、本作のストーリーと水島による漫画のストーリーとの間には、直接的な連動はない。

## 登場人物
本作は、ホームズ探偵学院に通う4名の女子学生によって結成された「ミルキィホームズ」、学院の指揮クラスに編入してきたエラリー姫百合、そして学院の生徒会長に就任したジョセフィーヌ・ミステールらを中心に物語が展開される。

## 派生作品など
本作は、メディアミックス企画「Project MILKY HOLMES」の展開する作品群のひとつとして位置づけられている。そのほかにも、原作として位置づけられているゲーム『探偵オペラ ミルキィホームズ』をはじめ、さまざまな作品が展開されている。

## 書誌情報
- ブシロード・クロノギアクリエイティヴ（企画・原作）、刻田門大（漫画）『探偵オペラ ミルキィホームズ 2』角川書店〈角川コミックス・エース〉
  1. 2012年2月25日発行、ISBN 978-4-04-120183-1
  2. 2012年8月24日発売 ISBN 978-4-04-120380-4

## 註釈
1. ↑  「作画」「画」などではなく、「漫画」と記載されている。
2. ↑  本作においては、時代設定は「21世紀」だと明記されている。
3. ↑  刻田門大のブログの更新日付は「2012年03月10日」となっている。